# Kosti nožja
Kosti nožja, kosti zastoplja (lat. ossa tarsalis, tarsus) su skupina sedam kosti u stopalu čovjeka između goljenične kosti (lat. tibia) i lisne kosti (lat. fibula) s jedne strane i kosti donožja s druge strane.
Kosti nožja preuzimaju teret cijelog tijela, a zglobovi koje oni čine međusobno i s drugim kostima omogućuju stopalu izvršenje složenih kretnji.
Kod čovjeka razlikujemo sljedeće kosti donožja:
- petna kost
- gležanjska kost
- čunasta kost
- tri klinaste kosti: medijalna klinasta kost, srednja klinasta kost, lateralna klinasta kost
- kockasta kost